# Предраг
Предраг је старо словенско мушко име. Користи се у Србији, Републици Српској, Словенији и Хрватској и то најчешће у Загребу, Ријеци и Осијеку. Сачињава га префикс „пре“ и наставак „драг“ што заједно чини суперлатив од речи „драг“ („најдражи“). Давнашњи настанак, поред других извора, потврђује и средњовековна народна песма „Предраг и Ненад“. Од овог имена изведена су имена Пега и Пеђа, од којих се ово друго најчешће користи као надимак. У Словенији, Предраг је варијација имена Драго.

## Популарност
У Словенији је 2007. ово име било на 250. месту по популарности.